# Martin JRM Mars

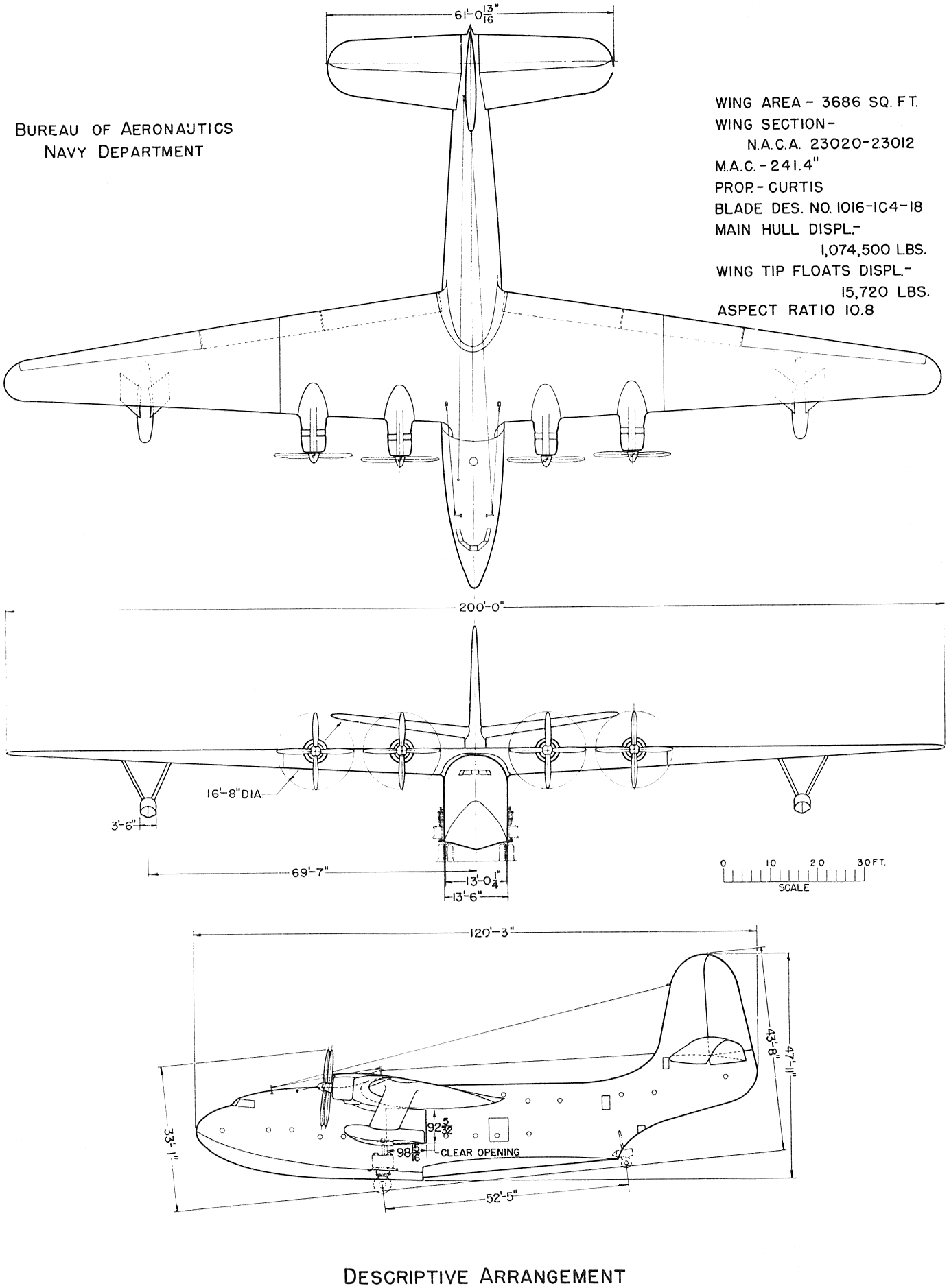
Tekening Martin JRM-1 Mars

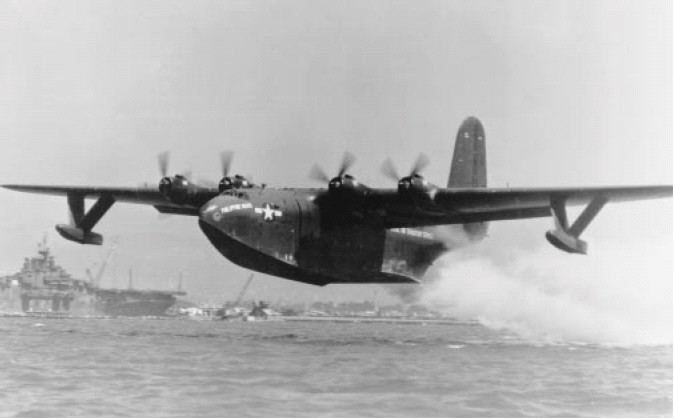
Vertrek van de Philippine Mars in 1946

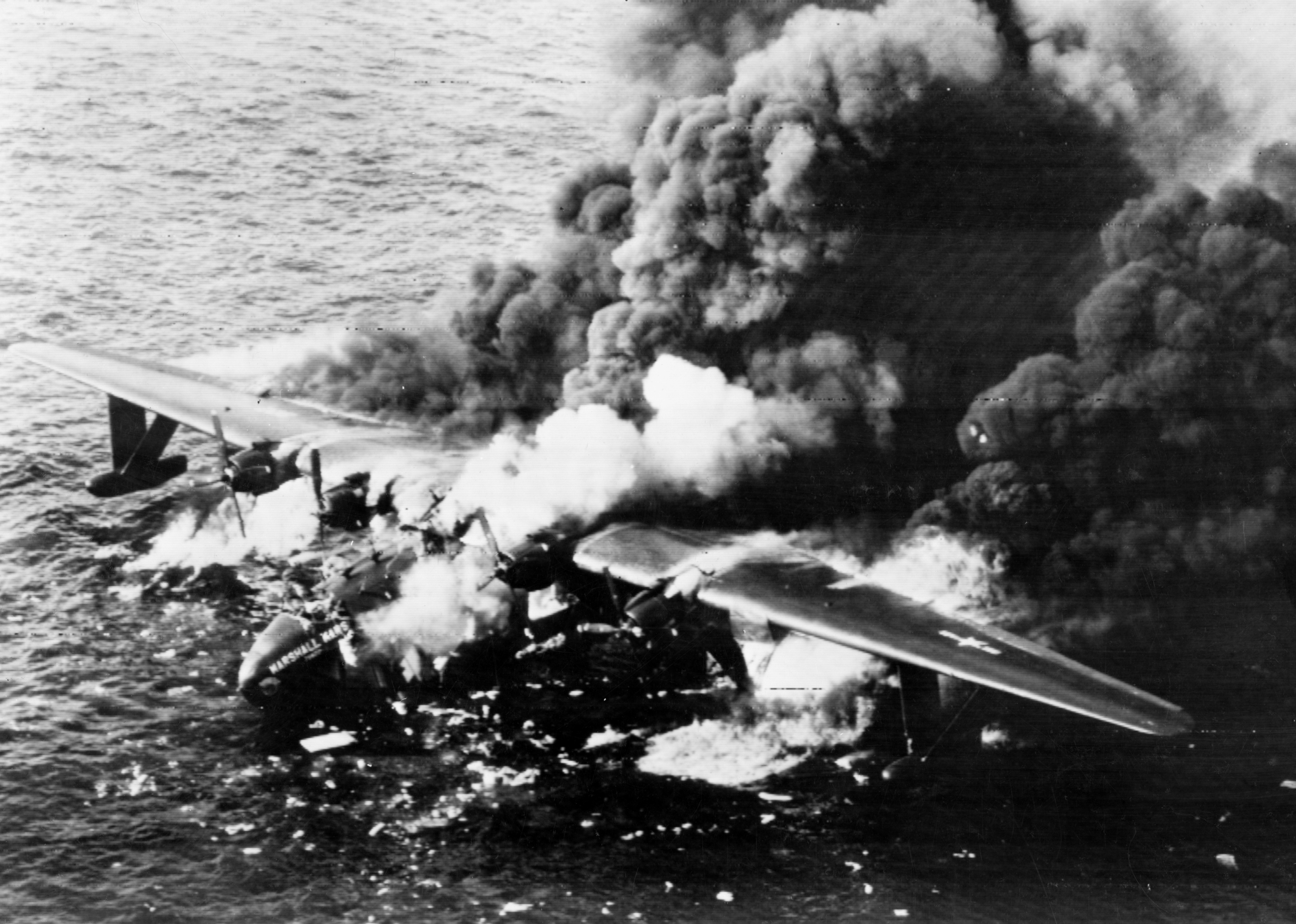
Marshall Mars in brand voor de kust bij Honolulu op 5 april 1950

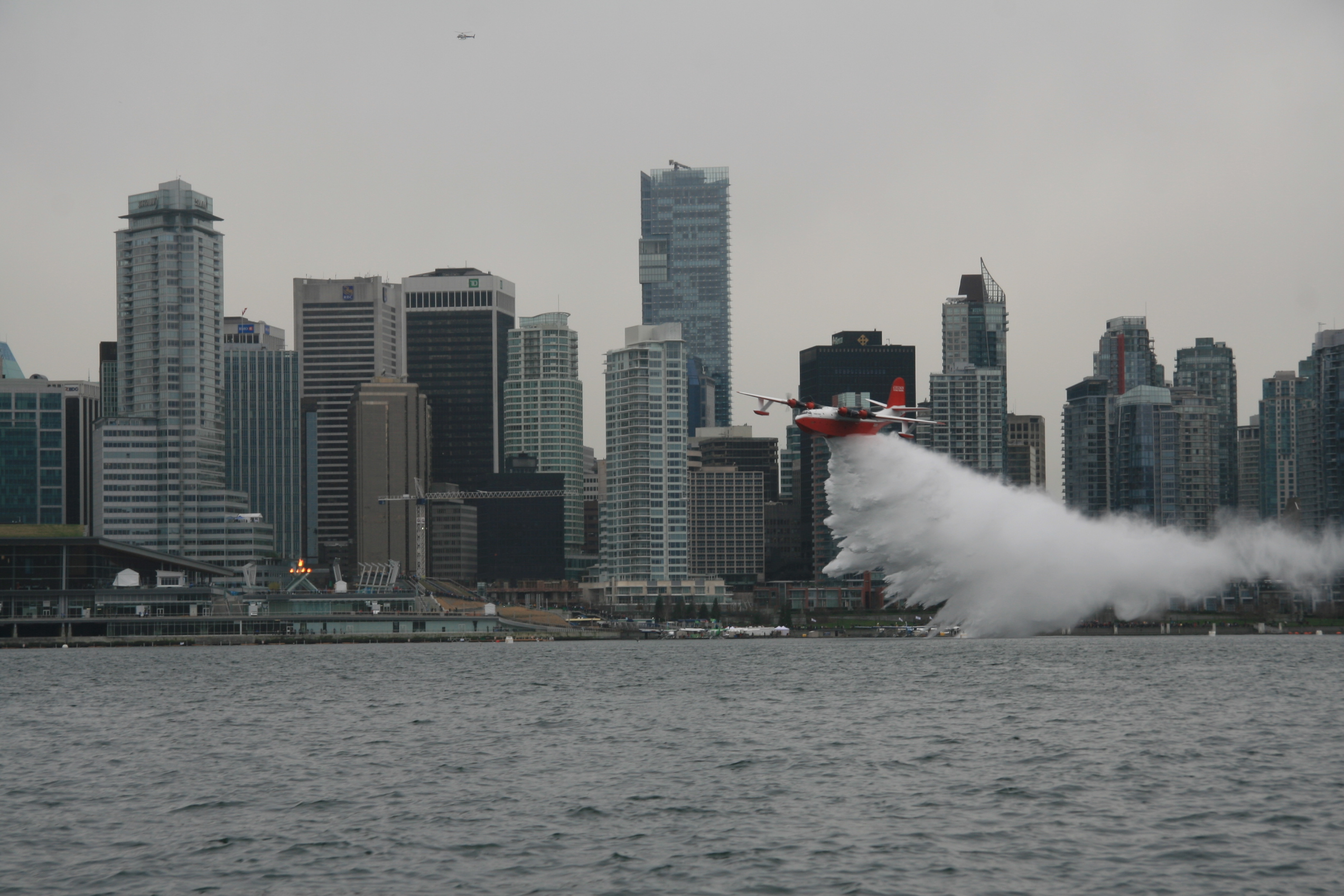
Hawaii Mars tijdens een demonstratievlucht in 2010

De Martin JRM Mars is een grote, viermotorige vliegboot voor het vervoer van vracht. Het is een ontwerp van de Amerikaanse Glenn L. Martin Company voor de Amerikaanse marine tijdens de Tweede Wereldoorlog. Het was destijds de grootste geallieerde vliegboot die in productie ging. Er zijn slechts zeven exemplaren gebouwd, waarvan vier later zijn omgebouwd voor civiel gebruik als blusvliegtuig.

## Ontwikkeling
De Amerikaanse marine gaf in augustus 1938 de opdracht voor de ontwikkeling van een patrouillevliegtuig en bommenwerper voor grote afstanden over de oceaan. Het toestel moest 5000 zeemijl kunnen afleggen zonder bij te tanken. De opdracht gaf het toestel de aanduiding XPB2M-1 Mars mee, maar het ging later in productie als de JRM Mars.
De Glenn L. Martin Company ging met deze opdracht aan de slag en gebruikte de bestaande Martin PBM Mariner als basis. In december 1941 rolde het prototype uit de fabriek. Tijdens een test op land vloog een motor in brand. De eerste vlucht werd hierdoor aanmerkelijk vertraagd en vond pas op 23 juni 1942 plaats.
Het grote vliegtuig kreeg een bemanning van 11 personen. Dit waren een vliegtuigcommandant, 1e piloot, 2e piloot, navigator, boordwerktuigkundige, assistent boordwerktuigkundige, twee monteurs, twee radio-operators en een manusje van alles.
De romp telde twee niveaus. Op de bovenste verdieping, aan de voorkant, was de cockpit, de radiokamer en ander technische ruimten en een keuken, toiletten en rustruimte voor de bemanning. Aan de achterzijde was een vrachtruim en ook de hele benedenverdieping was als vrachtruim te gebruiken. Met enige aanpassingen kon het toestel ook passagiers, inclusief gewonden, vervoeren. In de neus van het toestel op de onderste verdieping was een ruimte met een anker met ketting zodat het toestel op volle zee verankerd kon worden.
In de romp waren zes brandstoftanks en een kleinere brandstoftank in beide vleugels. De maximale hoeveelheid brandstof dat kon worden meegenomen was 13.220 US gallon ofwel zo'n 50.000 liter. Voor het verpompen van de brandstof naar de tanks in de vleugels was er een mechanische pomp, maar in geval van nood was er een handpomp.

### Militair gebruik
Door de lange duur van dit traject was de oorspronkelijke behoefte aan een patrouillebommenwerper achterhaald. De Mars werd ontdaan van alle bewapening en omgebouwd tot een transportvliegtuig genaamd de XPB2M-1R. De marine was tevreden over de prestaties en bestelde aan het begin van 1944 twintig exemplaren van de gemodificeerde JRM-1 Mars. Het eerste toestel, met de naam Hawaii Mars, werd in juni 1945 geleverd. De oorlog liep al op zijn einde en de marine reduceerde de order naar de vijf vliegtuigen waarvan de bouw al begonnen was. De Hawaii Mars ging verloren bij een ongeval in de Chesapeake Bay en de andere Mars toestellen werden voltooid en de laatste werd in 1947 afgeleverd.
De toestellen kregen allemaal een naam, dit waren Marianas Mars, Philippine Mars, Marshall Mars, Caroline Mars en een tweede Hawaii Mars. Dit laatste toestel kreeg de naam van het toestel dat verloren was gegaan. Ze vervoerden vracht naar Hawaï en andere de eilanden in de Stille Oceaan. 
Het laatste productievliegtuig, de Caroline Mars, kreeg de aanduiding JRM-2. Dit was een verbeterde versie met 3000 pk (2200 kW) Pratt & Whitney R-4360-motoren en had een hoger maximumgewicht en andere verbeteringen. Op 4 maart 1949 vestigde dit toestel een wereldrecord door 269 mensen van San Diego naar San Francisco te vervoeren.
Op 5 april 1950 ging de Marshall Mars verloren nabij Hawaï na een motorbrand. De bemanning was tijdig geëvacueerd. De overige vier vervoerden grote hoeveelheden vracht tussen San Francisco en op Honolulu tot mei 1956.

### Civiel gebruik
In 1959 stonden de overgebleven vliegtuigen op de nominatie om verschroot te worden. Een nieuw Canadees bedrijf, Forest Industries Flying Tankers (FIFT), deed een bod op de vliegtuigen en een grote hoeveelheid reserveonderdelen. FIFT vertegenwoordigde een groep bosbouwbedrijven in Brits-Columbia. Het bod werd aanvaard en de verkoop werd in december 1959 afgerond.
De vier vliegtuigen werden naar Fairey Aviation in Victoria gevlogen. Hier werden ze omgebouwd tot blusvliegtuigen. Ze kregen watertanks met een capaciteit van 27.000 liter in het vrachtruim en intrekbare waterbuizen, scoops, om de tanks te vullen terwijl het vliegtuig aan het taxiën was. Door de scoops kon in 22 seconden 30 ton water aan boord worden genomen. Later werden ook nog enkele brandstoftanks in de romp vervangen door watertanks. Boven het doelgebied werd het water losgelaten op een hoogte van zo'n 50 meter.
De Marianas Mars stortte op 23 juni 1961 neer bij Northwest Bay, Brits-Columbia, tijdens brandbestrijdingsoperaties. Hierbij kwamen alle vier de bemanningsleden om.
Op 12 oktober 1962 raakte de Caroline Mars onherstelbaar beschadigd door orkaan Freda. De Caralona Mars stond geparkeerd op het land en werd door de sterke wind 200 meter weggeblazen en raakte hierdoor onherstelbaar beschadigd. 
In 1963 was de ombouw van de Hawaii Mars en de Philippine Mars gereed. Ze werden gebruikt voor het blussen van branden en gingen naar lokale vliegshows om hun werk te demonstreren. Op 13 april 2007 werden de twee verkocht aan Coulson Forest Products, een bosbouwbedrijf in Port Alberni op Vancouvereiland. De twee Mars toestellen werden gestationeerd bij Sproat Lake in de buurt van Port Alberni. 
Op 23 augustus 2012 kondigde Coulson aan dat de Philippine Mars naar het National Naval Aviation Museum in Florida zou gaan. Het vliegtuig werd geverfd in de originele kleuren van de Amerikaanse marine en zou in november 2012 aan het museum worden afgeleverd. 
Op 10 mei 2013 kondigde de provinciale regering van Brits-Columbia aan dat Hawaii Mars na het brandseizoen 2013 niet meer nodig was. Er waren nieuwere en veelzijdigere blusvliegtuigen gekomen. In juli 2015 werd het vliegtuig kortstondig weer in gebruik genomen om te helpen bij het blussen van bosbranden. In 2016 werd de Hawaii Mars te koop aangeboden en in januari 2022 weer. Dit toestel kan nog altijd vliegen.